# Českoslovanská akademie obchodní
Českoslovanská akademie obchodní (zkratka ČAO) je vzdělávací instituce typu střední odborná škola jejímž zřizovatelem je Hlavní město Praha. Historicky se jedná o nejstarší obchodní školou (byla založena v roce 1872) s českým vyučovacím jazykem v Rakousku–Uhersku. Instituce je partnerskou školou Fakulty financí a účetnictví Vysoké školy ekonomické a zároveň má silné vazby na Právnickou fakultu Univerzity Karlovy a na Pedagogickou fakultu Univerzity Karlovy. Odborná středoškolská výuka (završená maturitou) je zaměřena na ekonomické předměty (podnikání; podnikatelský management; management v reklamě a umění; výuka vybraných ekonomických předmětů v anglickém jazyce).

## Stručná historie
Instituci Českoslovanskou akademii obchodní založil (během panování Františka Josefa I.) dne 1. října 1872 (na podnět obchodního spolku Merkur) Sbor pro zřízení a vydržování Českoslovanské akademie obchodní v Praze. Provolání ke zřízení školy (kromě obchodního spolku Merkur) podepsalo mnoho významných osobností té doby, například: František Palacký, František Ladislav Rieger, Julius Grégr, nakladatel a mecenáš umění Emanuel Jan Kittl (* 21. října 1844 Praha – 17. října 1911 Praha; jeho dcerou byla Ema Destinnová). Akademie původně sídlila v 1. patře obecního domu na staroměstském Malém náměstí vedle obchodního domu U Rotta. Do Resslovy ulice číslo 8 se instituce přestěhovala v září 1892. Název Vyšší hospodářská škola získala instituce po únoru 1948 (v roce 1949), později (v roce 1961) byla přejmenována na Střední ekonomickou školu (v Resslově ulici) a nuceně přesídlila do objektu Resslova ulice číslo 5. Po sametové revoluci v listopadu 1989 byl instituci (v roce 1993) navrácen její historický název Českoslovanská akademie obchodní, ale škola se již nestěhovala do své historické budovy a zůstala v Resslově ulici číslo 5.

Osobnosti, které podpořili zřízení školy
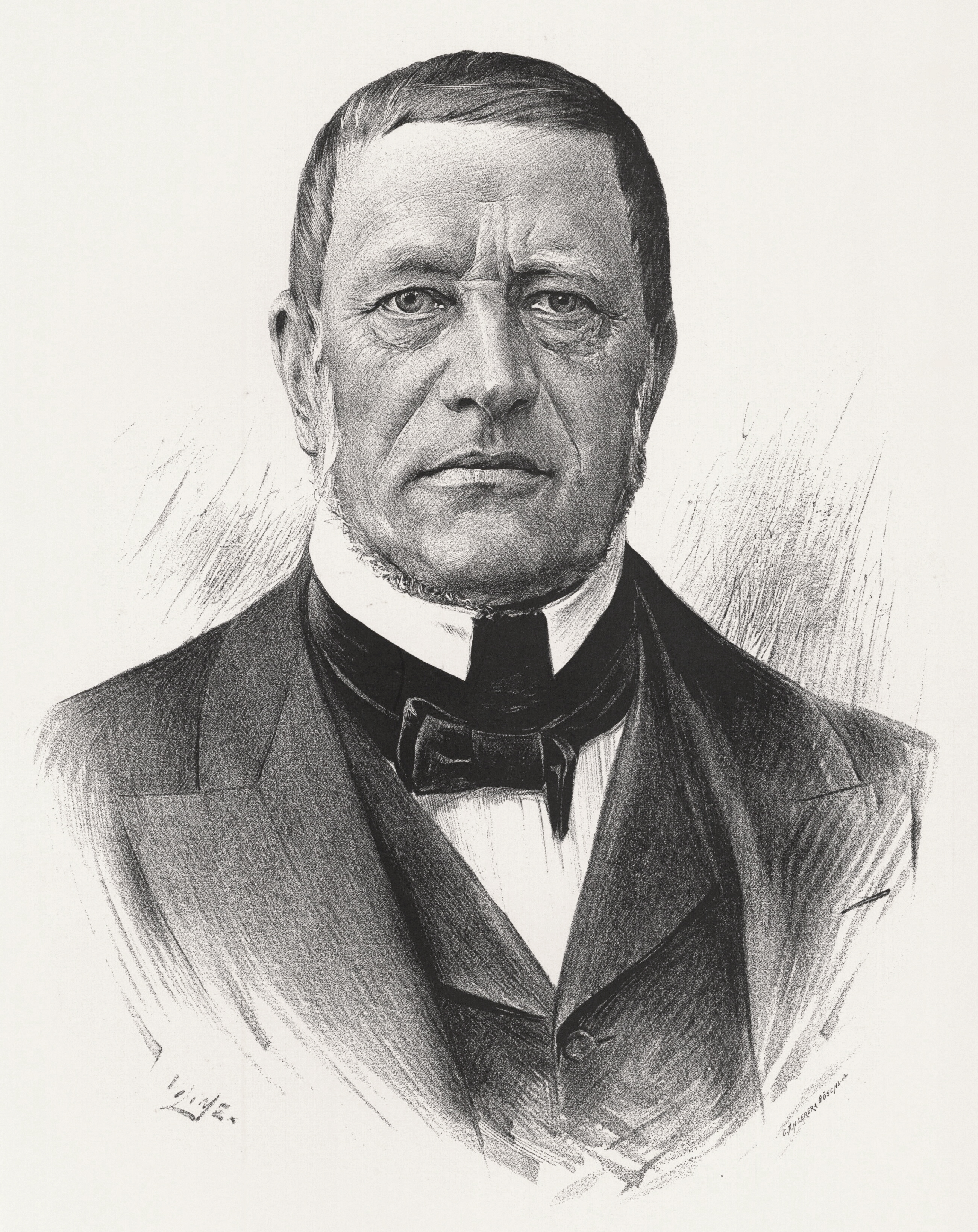
František Palacký
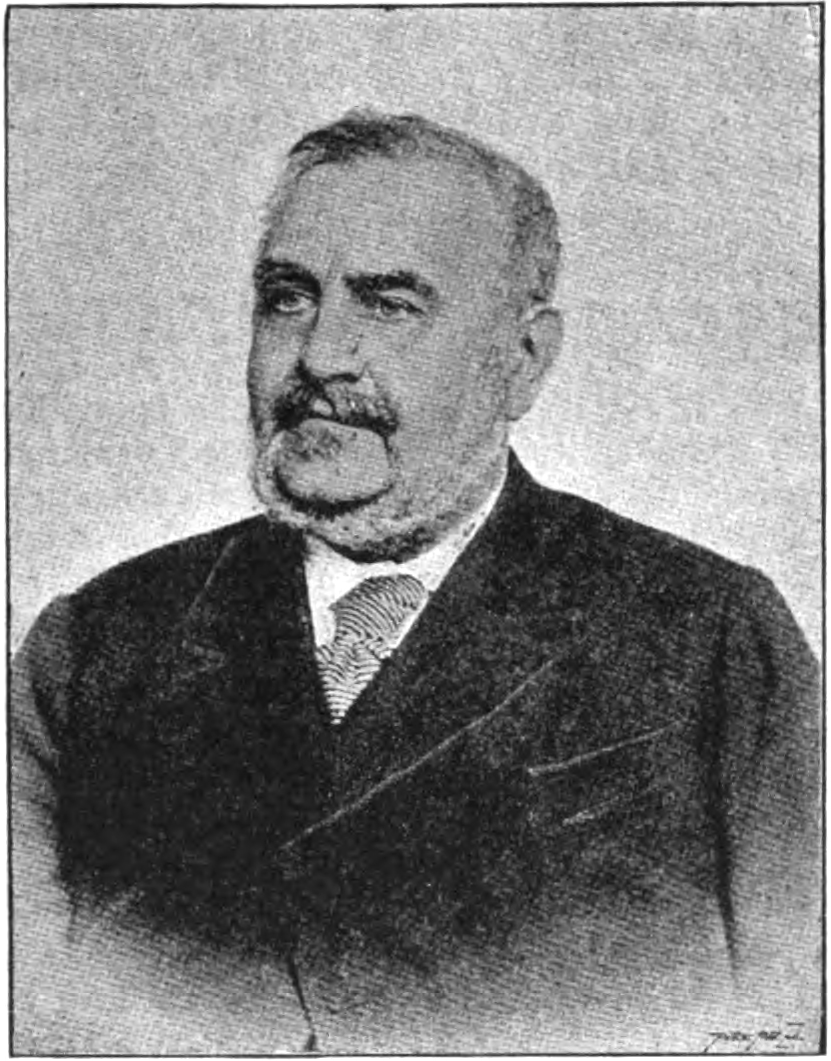
František Ladislav Rieger
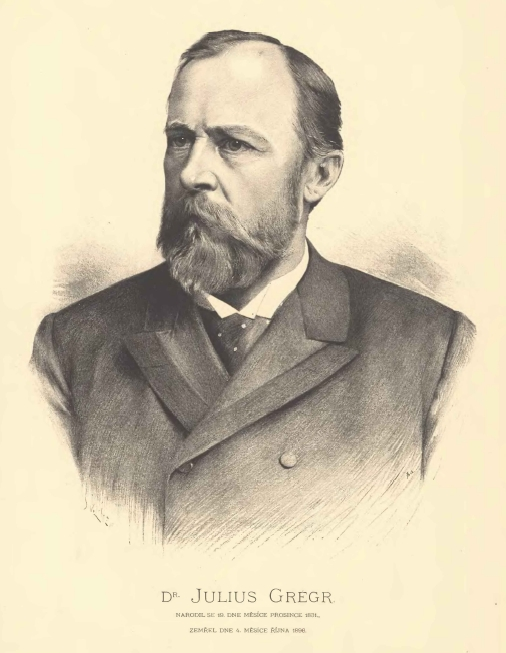
Julius Grégr
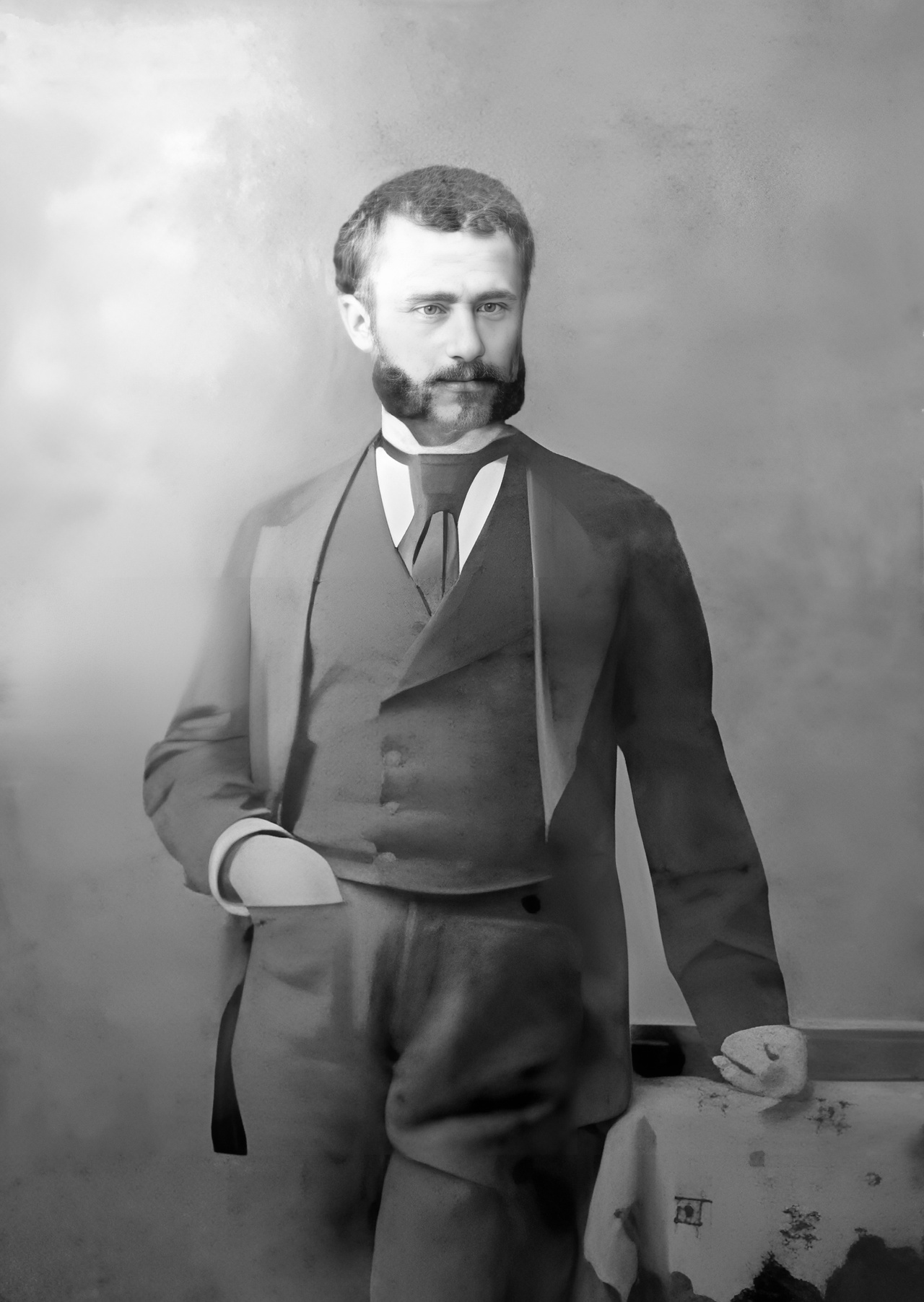
Emanuel Jan Kittl

### Budova (Resslova 1780/8)
Budova Českoslovanské akademie obchodní v Resslově ulici 1780/8 je nárožní novorenesanční objekt zasahující svým severním křídlem do Resslovy ulice a východním křídlem do Václavské ulice. Podle návrhu magistrátního stavebního rady Josefa Srdínka z roku 1892 budovu vystavěla (na místě bývalých Svatováclavských lázní) karlínská firma Nekvasil. Původní rohový dům až do roku 1915 disponoval monumentálním štítem se sochami českého pedagoga, sochaře a medailéra Antonína Poppa. Od roku 1915 do roku 1919 proběhla přestavba objektu (zvýšení o 3. patro, zavedení centrálního topení, větrání a elektrického osvětlení). Nové patro objektu a secesní průčelí navrhl, zhotovil a dokončil v roce 1919 český architekt Jan Bedřich Vejrych.

Budova v Resslově ulici číslo 8 v proměnách času
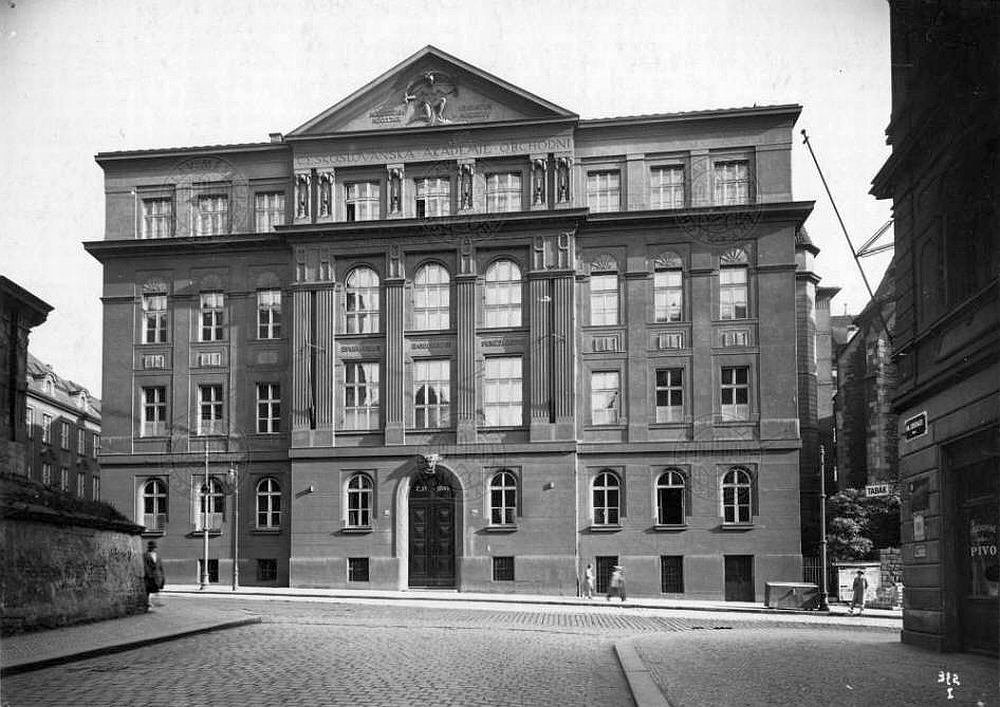
Původní budova „Českoslovanské akademie obchodní“ (kolem 1920)
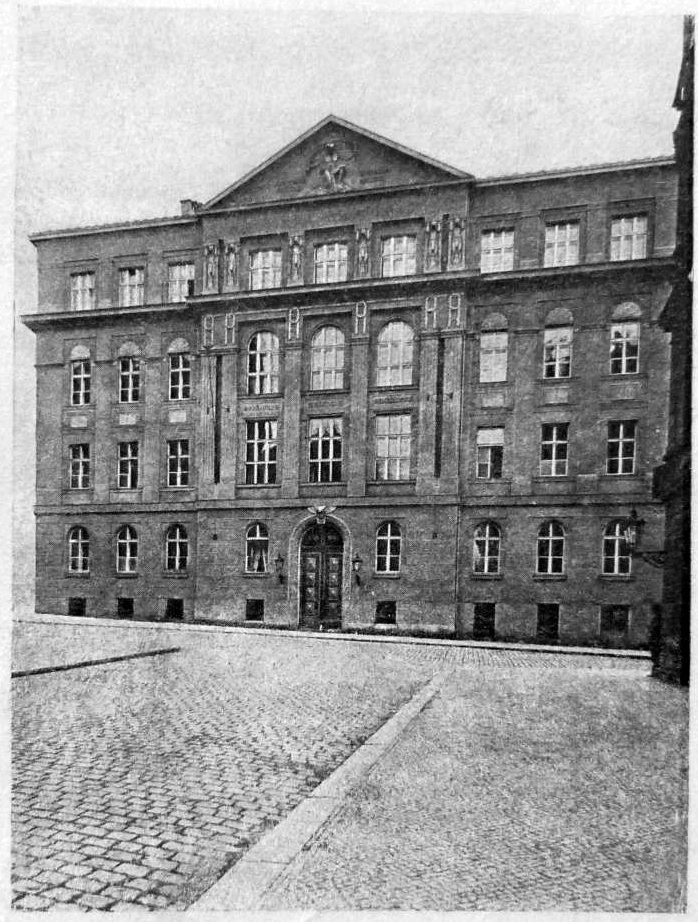
Původní budova „Českoslovanské akademie obchodní“ na pohlednici (kolem 1947)
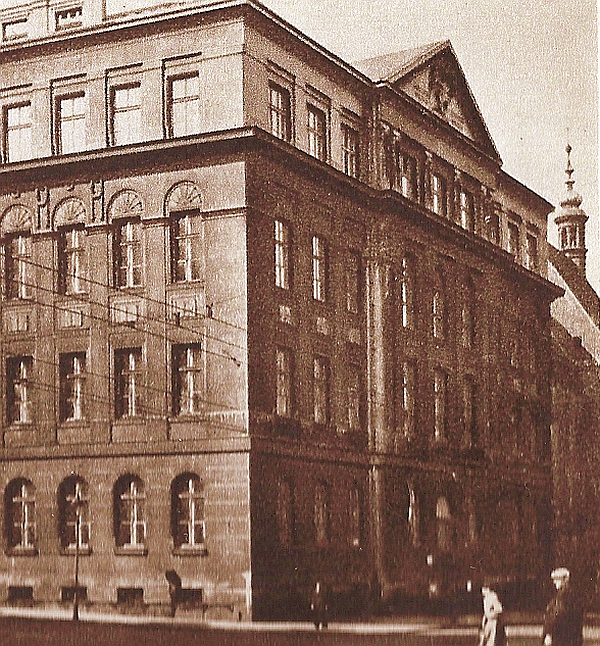
Budova v Resslově ulici číslo 8 (nedatováno)
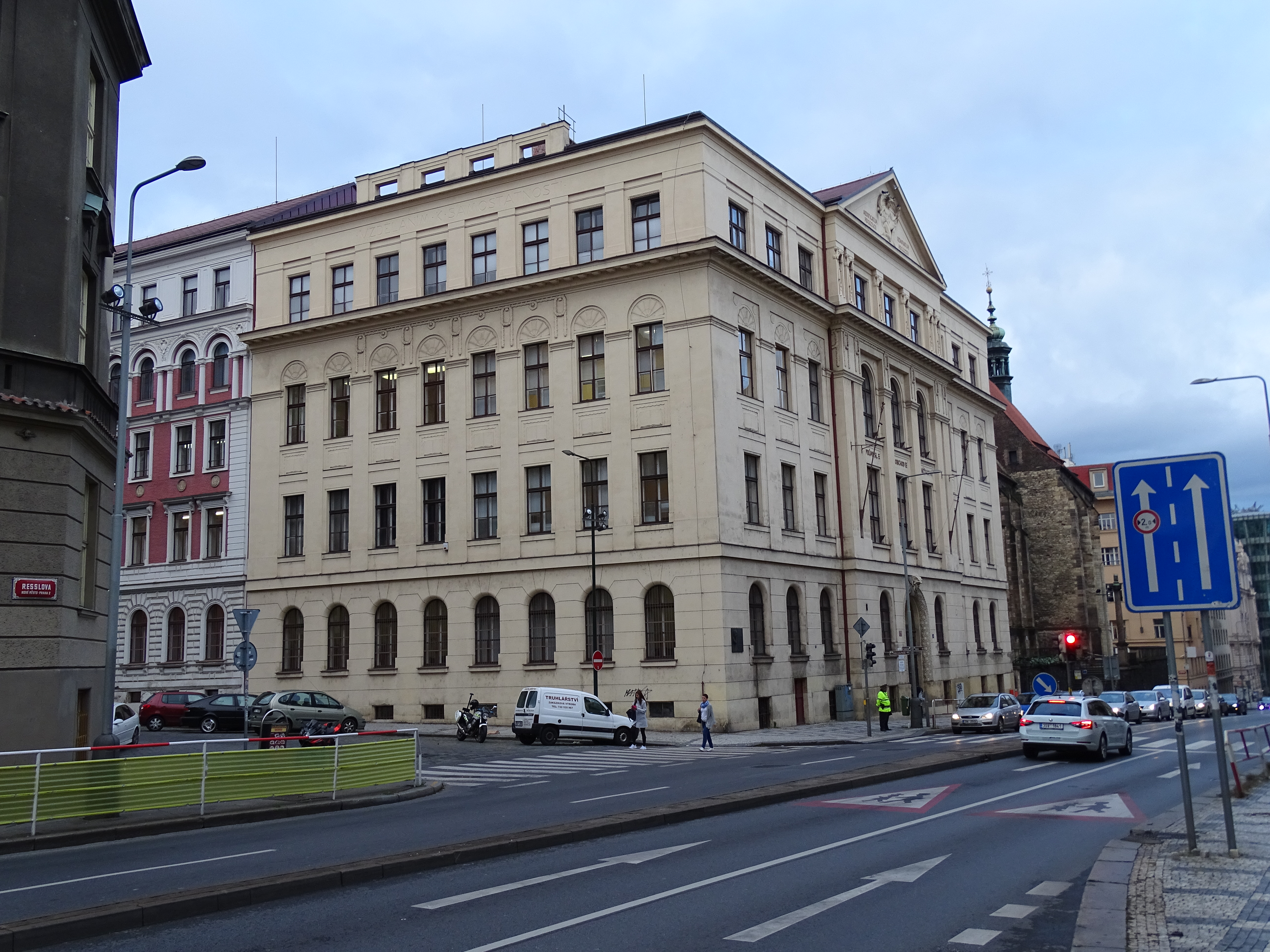
Budova v Resslově ulici číslo 8 – rok 2016

### Výměna budov
V protější školní budově šikmo přes Resslovu ulici (na adrese Resslova 1940/5, 120 00 Praha 2 - Nové Město) sídlil původně Ženský výrobní spolek, později zde byla zřízena Střední ekonomická škola pro mezinárodní vztahy.
Obě vzdělávací instituce (Střední ekonomická škola pro mezinárodní vztahy; Střední ekonomická škola v Resslově ulici) si vyměnily v roce 1961 budovy, takže Českoslovanská obchodní akademie přesídlila na adresu Resslova 1940/5. Po sametové revoluci (listopad 1989) získala 15. února 1993 instituce opět zpět svůj historický název „Českoslovanská akademie obchodní“, ale již se nestěhovala a zůstala sídlit v Resslově ulici číslo 5. V původní budově na adrese Resslova číslo 8 sídlí Českoslovanská akademie obchodní Dr. Edvarda Beneše.

### Budova (Resslova 1940/5)
Novorenesanční budovu školy v pražské Resslově ulici číslo 5 (na rohu ulic Resslovy a Ditrichovy) nechal roku 1896 vystavět Ženský výrobní spolek podle návrhu stavitele a architekta Josefa Blechy. O výstavbě vlastní spolkové budovy bylo rozhodnuto v roce 1891 za úřadování nové starostky spolku Elišky Krásnohorské. Budova při svém slavnostním otevření v roce 1896 disponovala sedmnácti prostornými a moderně vybavenými učebnami. Na průčelní fasádě objektu jsou, vedle dalších osobností, které se o její vznik zasloužili, posmrtně vyobrazeny též Karolina Světlá a Emílie Bártová. Dne 16. srpna 1944 byl Ženský výrobní spolek Němci rozpuštěn a jeho majetek (včetně budovy v Resslově ulici) byl zabaven magistrátem.

## Podrobná historie

### Rakousko-Uhersko
V 1. patře obecního domu na pražském Malém náměstí, hned vedle obchodního domu U Rotta, byl 7. října 1872 slavnostně zahájen první školní rok Českoslovanské akademie obchodní. Školné ve výši 120 zlatých zaplatilo 135 posluchačů; studium bylo zprvu dvouleté a prvním ředitelem Českoslovanské akademie obchodní byl novinář, překladatel a politik Emanuel Tonner. V letech 1873 a 1874 byly na škole otevřeny dva nové paralelní první ročníky a konaly se též první maturitní zkoušky. Na podporu absolventů školy při jejich přechodu do praxe vznikl v roce 1889 Absolventský spolek Českoslovanské akademie obchodní. Tento spolek pomáhal hledat absolventům školy pracovní místa, usnadňoval jim přístup k odborné literatuře a organizoval oboustranná setkávání profesorů s absolventy a absolventů s jejich bývalými spolužáky. V září 1892 bylo zahájeno vyučování v nové budově vystavěné firmou rakouského a českého stavebního podnikatele Václava Nekvasila. Ta stála na místě bývalé Svatováclavské lázně (později Svatováclavské trestnice „U Vaška“) v Resslově ulici. V letech 1906 a 1907 byl otevřen první ročník Českoslovanské akademie obchodní určený pro 49 dívek. Do té doby tj. v letech 1872 až 1906 sudovali ve škole výlučně chlapci. V letech 1909 a 1910 bylo zavedeno jednoroční pomaturitní studium. Kapacita školní budovy nestačila uspokojit zvýšený zájem o studium a tak bylo od roku 1910 dislokováno 10 tříd do objektu v Soukenické ulici. Po vypuknutí první světové války se výuka prakticky nekonala. Pedagogové i někteří žáci narukovali, odborné učebnice byly zakazovány a někteří vyučující byli zatčeni. Od roku 1915 do roku 1919 proběhla přestavba objektu v Resslově ulici číslo 8 (zvýšení o 3. patro, zavedení centrálního topení, větrání a elektrického osvětlení) podle projektu Jana Vejrycha.

### Mezi světovými válkami
Po vyhlášení samostatného Československa přešla škola (v roce 1920) do správy státu. Školné na jeden rok tehdy pro každého žáka činilo 800 korun. V období mezi světovými válkami usilovala škola o výstavbu nové školní budovy v lokalitě Na slupi (Praha 2), ale těmto snahám učinil definitivní konec začátek druhé světové války a k výstavbě nové školní budovy tak nedošlo. Po pohřbu studenta Jana Opletala dne 15. listopadu 1939 byly 17. listopadu 1939 uzavřeny české vysoké školy. Část vysokoškolských studentů se v důsledku toho přihlásila do jednoročního pomaturitního studia právě na Českoslovanské akademii obchodní. V posledních dvou letech druhé světové války (1944 a 1945) se nevyučovalo neboť přednášející a studenti byli nuceně nasazeni do zbrojní výroby. Do Resslovy ulice číslo 1 byla přemístěna ředitelna a sekretariát školy.

### Po druhé světové válce
Po skončení druhé světové války (roky 1945 a 1946) se přednášející i žáci soustředili na obnovu školy a úklidem a stěhováním chtěli školu připravit na otevření. V přízemí byly spojeny dvě třídy a škola tak získala svoji první tělocvičnu. Na škole byly založeny dva sbory: pěvecký a recitační.

#### Po únoru 1948
Na protest proti uchopení moci komunisty v únoru 1948 se ve středu 25. února 1948 uskutečnil pochod asi pěti tisíc vysokoškoláků, učitelů a novinářů na Pražský hrad. Část účastníků byla příslušníky SNB zastavena a zbita v Nerudově ulici, druhé části se přes odpor Lidových milicí podařilo projít na Loretánské náměstí, kde účastníky rozehnala SNB. Mezi účastníky tohoto pochodu byli i profesoři a studenti Českoslovanské akademie obchodní. Účastníci této protestní akce byli nastupujícím totalitním režimem potrestáni: několik vyučujících bylo propuštěno, studenti byli kádrováni a někteří museli studium ukončit. Trestnímu postihu bylo vystaveno 17 studentů a 2 profesoři, z nichž někteří byli posláni na nucené práce v uranových dolech. Do zahraničí emigrovalo několik desítek studentů a škola musela zásadním způsobem změnit osnovy i zaměření a ustoupit od výchovy „podnikatelů pro kapitalistické podniky“. O studium na škole vzrůstal zájem mezi dívkami, které dokonce v řadách studujících převládaly nad hochy. Škola v roce 1948 navázala partnerství s jugoslávskou školou v severním Chorvatsku - v Čakovci, kam byl uspořádán 18denní zájezd.

#### Vyšší hospodářská škola
V roce 1949 byla škola přejmenována na Vyšší hospodářskou školu. V témž roce (1949) byly zakončeny tři roky (1946–1949) trvající práce žáků a profesorů na výstavbě turistického střediska „Richtrovy boudy“ v Krkonoších. V tomto horském objektu pořádala škola některé své letní i zimní akce. Po několika letech ale krkonošské středisko muselo být předáno ministerstvu školství. Další partnerství uzavřela škola v roce 1950 se školou v Trenčíně na Slovensku. Školy pořádaly výměnné pobyty, kulturní akce, jezdilo se na společné výlety a dovolené. Dramatický kroužek vznikl na škole v roce 1951 a se svým představením Ženitba od Gogola vystoupili jeho členové dokonce i na jevišti divadla Na Fidlovačce. Kromě studentů v ochotnické inscenaci veselohry účinkovali i někteří profesoři. (Český herec Karel Augusta v tomto kroužku zahájil svoji divadelní kariéru.) Povinná praxe žáků v rámci osnov ekonomických předmětů byla zavedena do výuky v roce 1956 a to v rozsahu 60 až 72 hodin. Současně byla ustanovena 3 až 4týdenní povinná řízená praxe studentů během každých hlavních (letních) prázdnin. V roce 1956 se již vyučovalo ve 47 třídách.

#### Střední ekonomická škola
Došlo k dalšímu přejmenování vzdělávací instituce. Po tom prvním, které nastalo v roce 1949 se Českoslovanská akademie obchodní nazývala Vyšší hospodářskou školou a po roce 1961 pak nesla název Střední ekonomická škola. Zároveň byla celá škola nucena (v roce 1961) k přestěhování se do Resslovy ulice číslo 5. Tam původně sídlil Ženský výrobní spolek respektive Střední ekonomická škola pro mezinárodní vztahy, která přešla do historické budovy ČAO tj. na adresu Resslova číslo 8. Při výměně majetku obou škol ale byla ČAO (resp. Střední ekonomická škola) „škodná“, neboť rozdíl v hodnotách předaných majetků bez náhrady činil pro ni v neprospěch o více než 5 milionů korun československých (Kčs).
Rok 1969 se nesl ve znamení prvních kroků v oblasti digitalizace. Střední ekonomická škola byla první ekonomickou střední školou, která zahájila jednoroční pomaturitní studium zaměřené na programování a obsluhu výpočetní techniky (počítacích strojů). Tento krok nutně implikoval odbornou spolupráci s Vysokou školou ekonomickou (VŠE) (žáci měli praktické vyučování ve výpočetním centru VŠE) a s Českým vysokým učením technickým (ČVUT) (údržba počítače Cellatron, který se nacházel v Resslově ulici a jehož tehdejší cena činila 600 tisíc Kčs). Navzdory této skutečnosti ale v roce 1971 do prvního ročníku školy nenastoupil ani jeden hoch a škola se tak postupně změnila v očích veřejnosti na „dívčí“ akademii.

#### Sametová revoluce
Absolventi školy založili na podzim 1989 Občanské fórum absolventů ČAO. Toto sdružení se domáhalo odstranění křivd, které na škole spáchal předešlý komunistický režim. Jednalo se především o:
- znovuzískání historického čestného názvu Českoslovanská akademie obchodní;
- vrácení majetku školy, o nějž instituce přišla násilným přestěhováním do Resslovy ulice číslo 5;
- přestěhování celé školy zpět do její historické budovy v Resslově ulici číslo 8;
- odčinění křivd na středoškolských profesorech a studentech, které jim byly způsobeny v únoru 1948 a následujících letech komunistické totality;
- navrácení rekreačního střediska Richtrovy Boudy v Peci pod Sněžkou.

Ve většině případů ale úřady na tyto požadavky nikterak nereagovaly a ani majetkové vypořádání nebylo po dlouhých průtazích a vyjednávání realizováno. Na základě historické analýzy rozhodlo ministerstvo školství 15. února 1993 o navrácení původního názvu školy. Tak došlo k dalšímu přejmenování vzdělávací instituce ze Střední ekonomické školy zpět na původní historický název Českoslovanská akademie obchodní.

## Kuriozita
V letech 1899 až 1902 absolvoval Českoslovanskou akademii obchodní v Resslově ulici číslo 1780/8 spisovatel Jaroslav Hašek (* 30. dubna 1883 – 3. ledna 1923). Na jeho vysvědčení se za celé studium nacházela neúplná sestava všech známek: 4 výborné, 10 chvalitebných, 8 dobrých, 3 dostatečné a žádná nedostatečná. Mezi jeho spolužáky patřili také jeho pozdější kamarádi a přátelé:
- přispěvatel do časopisu Svět zvířat novinář Ladislav Hájek Domažlický (* 9. března 1884 – 26. března 1943);
- překladatel, úředník, organizátor Strany mírného pokroku v mezích zákona a spoluautor kabaretních skečů Eduard Drobílek (* 8. ledna 1882 – 15. února 1919);
- Ján Čulen (* 4. května 1882) a
- Karel Marek (* 5. května 1884 – 15. května 1945, ČAO studoval v letech 1902 - 1905).

S Českoslovanskou akademií obchodní se lze setkat v několika povídkách Jaroslava Haška i v Dějinách strany mírného pokroku v mezích zákona.

## Fotogalerie

Pedagogové a osobnosti spjaté s Českoslovanskou akademií obchodní
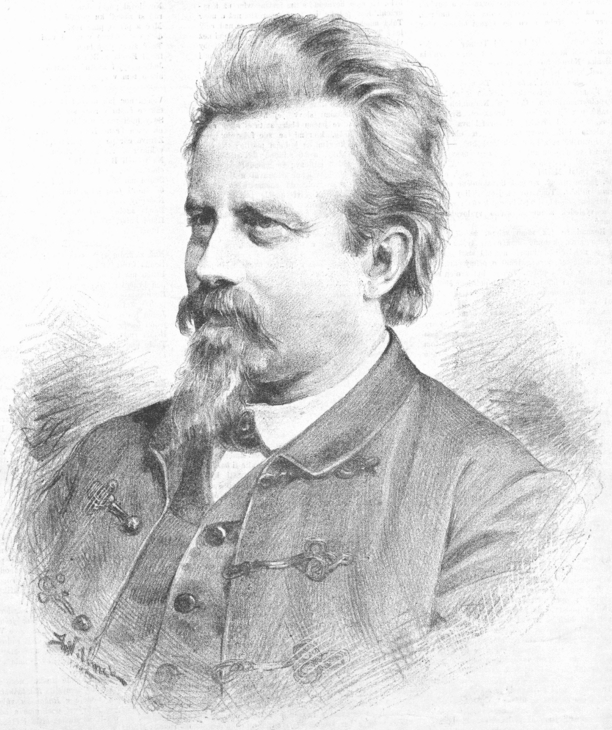
Emanuel Tonner – pedagog, novinář, překladatel a politik; až do roku 1900 první ředitel
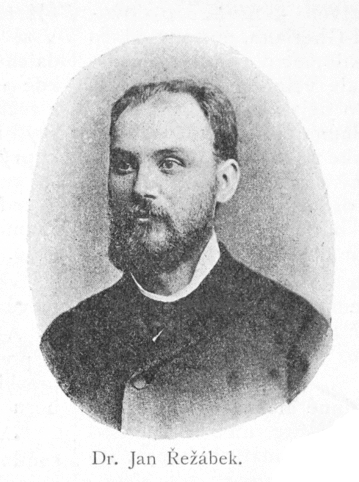
Jan Řežábek – vyučoval zeměpis, dějepis a ruštinu; po smrti Emanuela Tonnera v roce 1900 byl jmenován ředitelem a tuto funkci zastával do roku 1918
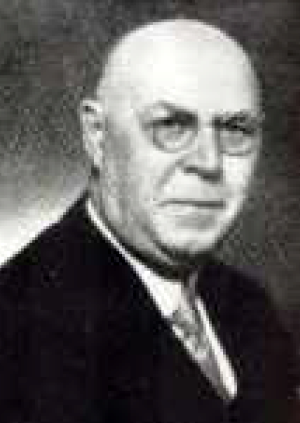
František Štůla – kartograf a vyučující předmětu hospodářská geografie
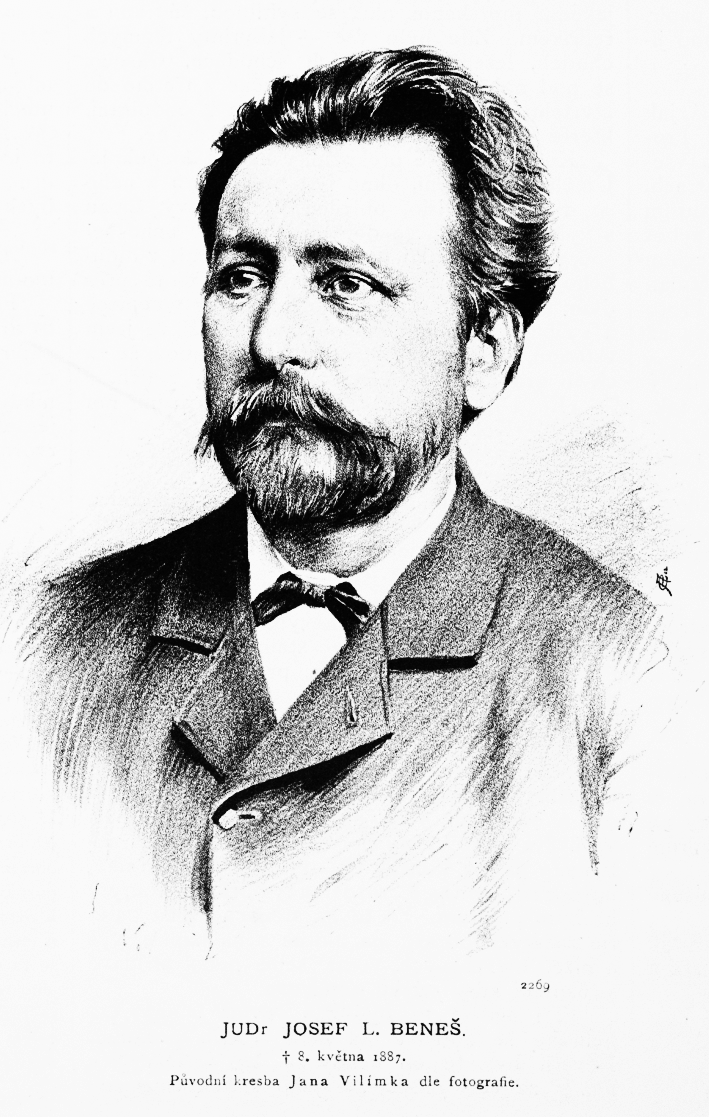
Josef Leander Beneš – jeden z prvních vyučujících
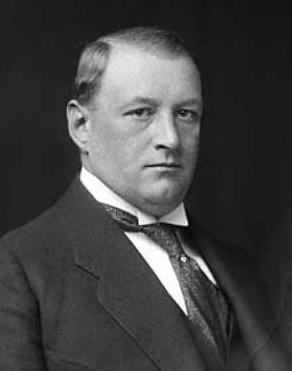
Ferdinand Heidler – v letech 1906 až 1909 vyučoval národohospodářství
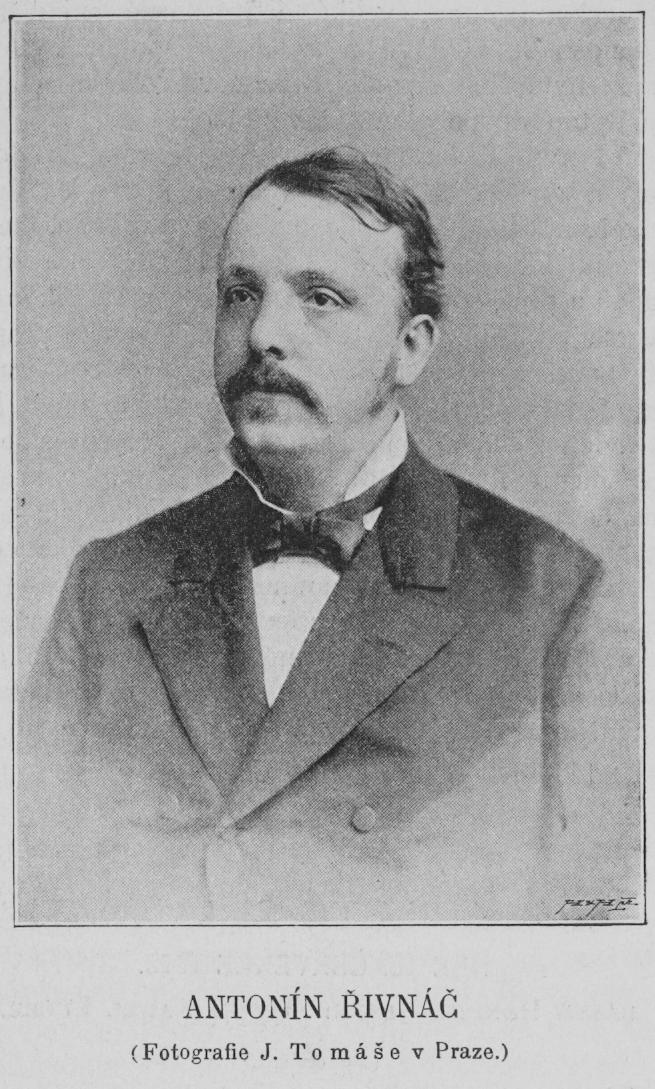
Antonín Řivnáč – první a dlouholetý jednatel ČAO
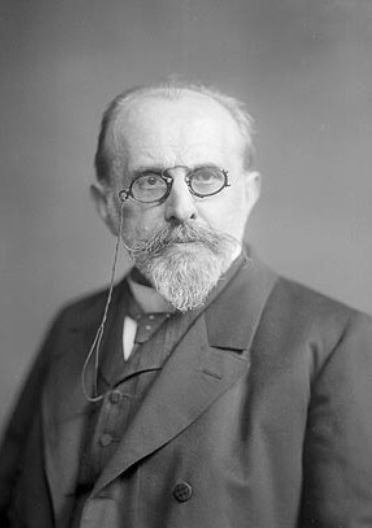
Albín Bráf – od roku 1874 profesor národního hospodářství a obchodní statistiky
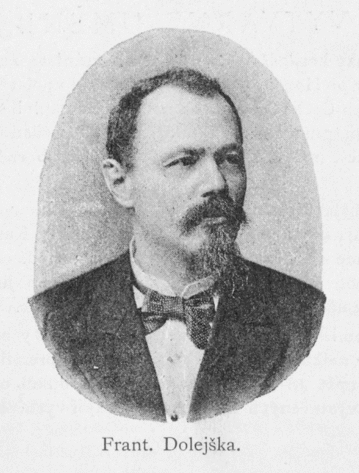
František Dolejška – od založení školy v roce 1872 vyučoval 36 let těsnopis, krasopis a kaligrafii
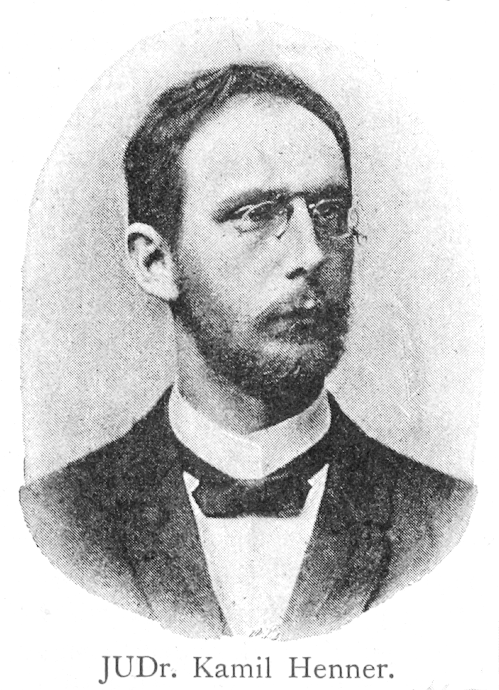
Kamil Henner – vyučující; později zastával funkci školního inspektora
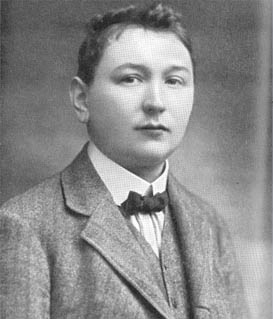
Jaroslav Hašek – absolvent ČAO z let 1899 až 1902 (foto před rokem 1923)